# Biscoitos
Biscoitos é uma freguesia do município de Praia da Vitória, na ilha Terceira, Região Autónoma dos Açores, com 26,30 km² de área e 1449 habitantes (censo de 2021). A sua densidade populacional é 55,1 hab./km².
A localidade foi conhecida por Biscoitos do Porto da Cruz, já que se desenvolveu nos terrenos lávicos (os biscoitos) situados em torno do Porto da Cruz, em tempos um importante porto de pescas e de baleação. A parte baixa do território da freguesia é um dos principais núcleos vitivinícolas dos Açores, constituindo simultaneamente uma zona de paisagem protegida integrada no Parque Natural da Terceira e uma zona demarcada de produção vinícola nas tradicionais curraletas onde se produzem vinhos brancos licorosos a partir do cultivo de castas tradicionais, sobretudo verdelho.

## História
O nome desta localidade é simultaneamente o nome dado nos Açores a duas entidades diferentes, sendo que uma delas se refere a uma massa doce tradicional feita com especiarias, e à outra à terra queimada, nascida dos vulcões (basalto preto). Neste caso, os biscoitos são terrenos formados pelas lavas provenientes de erupções vulcânicas.
Trata-se de uma zona de importante tradição vinícola justamente por a terra queimada ser pobre e pouco mais dar do que vinha que ainda assim tem de ser protegida das intempéries por curraletas feitos com a própria pedra de basalto, exemplo da luta dos homens contra os elementos.
O vinho Verdelho aqui produzido é de excelente qualidade e com grande tradição, já era consumido nas naus nos tempos dos descobrimentos portugueses pois era um produto que se aguentava bem no mar.
A altura em que se iniciou o cultivo da vinha nos Biscoitos é desconhecida, sendo, no entanto, de presumir que se tenha iniciado juntamente com o cultivo do trigo e outros produtos indispensáveis ao sustento dos povoadores. A cepa da casta da uva verdelho aparece como a mais antiga. Em tempos passado o vinho foi de tal abundância que na freguesia, em 1649, chegou-se a trocar uma pipa de vinho por cinco cavalas e um tostão. Devido à praga de Filoxera que atacou a cultura no século XIX, esta entrou em forte declínio e só voltou a recuperar-se por volta de 1870 com a introdução de novas castas resistentes a doença e que depois foram de novo enxertadas.

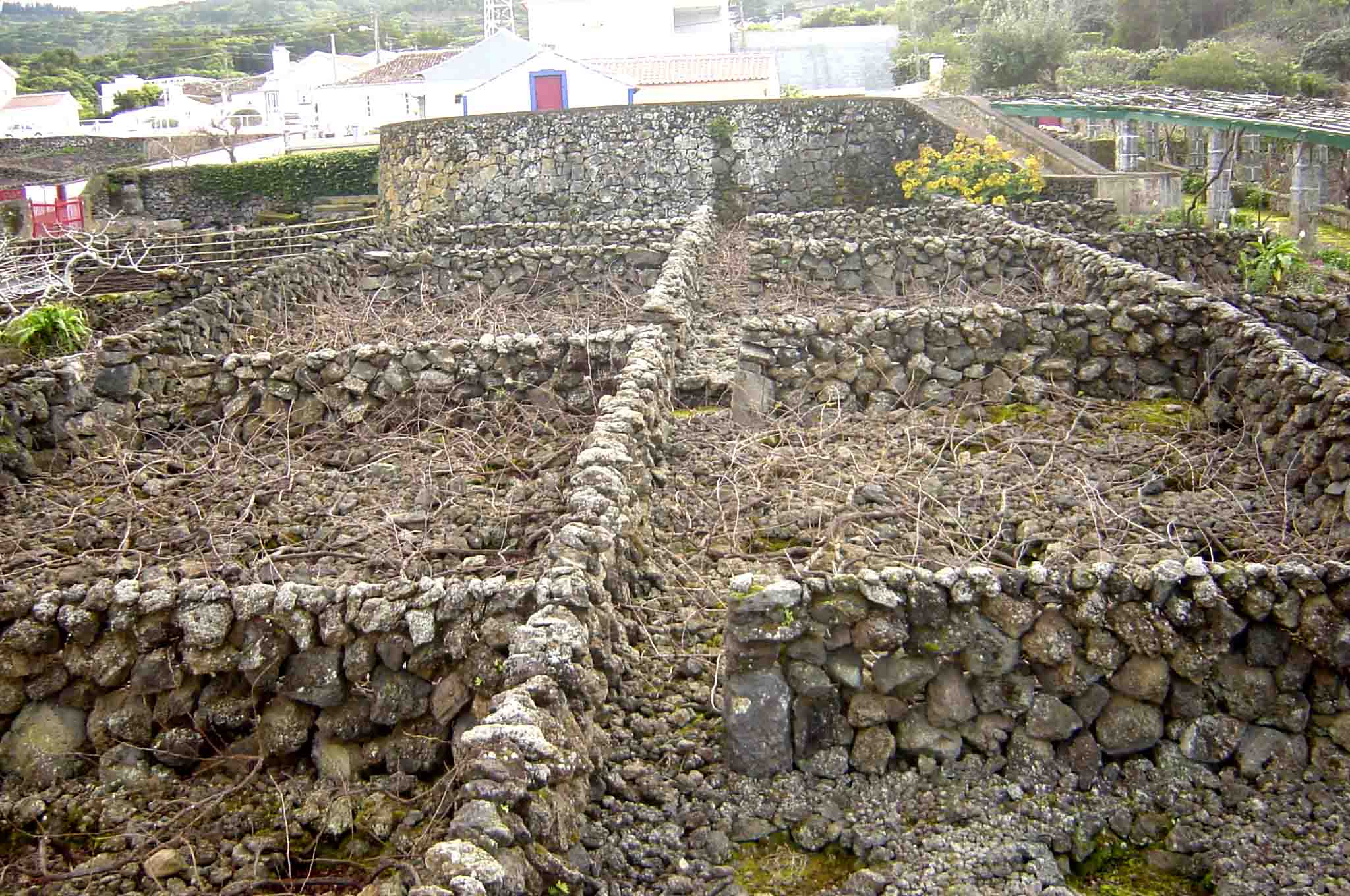
Curraletas de videiras nos Biscoitos, em época de Inverno.

Tendo sido elevada a freguesia em 1556, possui duas igrejas e várias ermidas. Aqui se situa um Museu do Vinho, fundado em 1990 pela Casa Agrícola Brum, de Francisco Maria Brum, onde é possível apreciar um vasto conjunto de instrumento relacionados com a vindima, fotografias e documentos históricos também referentes ao vinho e à vindima.
É neste museu e casa que esteve instalada a sede da Confraria do Vinho Verdelho dos Biscoitos, desde a sua criação em 1993 até à mudança, em 2019, para o Edifício Polivalente dos Biscoitos.
Eram terras incultas que Francisco Maria Brum converteu em fontes de riqueza graças à vitoriosa jornada de vitalização e alargamento vinícola. O primeiro pé das novas uvas plantadas, já há mais de nove décadas o tempo destruiu existindo ainda o segundo pé de vinha no local chamado de Canada da Salga.
No entanto as restantes terras não afetadas pelos rios de lava são de grande fertilidade dada a sua origem em cinza vulcânica e abundância de águas.
Trata-se de uma das freguesias rurais mais importantes da ilha Terceira. É também, devido ao seu microclima um óptimo local de veraneio. É este microlima semelhante ao de fajã que a torna única na ilha Terceira podendo equiparar-se em certos aspetos com as fajãs da ilha de São Jorge. Junto ao mar existem piscinas naturais, localizadas entre formações rochosas com proveniência em erupções vulcânicas, algumas já em tempos históricos. A mais conhecida teve origem no vulcão que deu origem ao que é atualmente o Algar do Carvão no interior da ilha Terceira.
Junto à orla marítima da localidade existem fortes e trincheiras militares da datam do século XVI e do século XVII, resultantes do sistema defensivo da ilha Terceira contra os frequentes assaltos de piratas e corsários a que era sujeita.
Não há documentos que indiquem com exatidão uma data para a fundação deste povoado, mas por tradição popular sabe-se que é uma das mais antigas da ilha e que foi elevada a freguesia já em Junho 1556 após a morte de Pedro Anes do Canto.
Foi no passado foi pertença de duas famílias nobres: os Cantos; e os Pamplonas, sendo esta última de origem espanhola que viera fugida para Portugal na altura da colonização desta Ilha.
No tempo de Pero Anes do Canto os Biscoitos eram sede de um morgadio e chamavam-se Biscoito Gordo por a sua terra ser muito fértil ou de Materramenta pois foi um homem desta alcunha o primeiro possuidor dela.
O padre José Alves da Silva, informou que ao contrário de quase todas as freguesias da Ilha Terceira, só os Biscoitos tinham 3 quilómetros de extensão entre as freguesias suas limítrofes, sendo no entanto certo que foi ainda menor esta extensão por volta de 1556, dado que a distância de cerca de 500 metros desde a Ribeira de Pamplona até ao lugar conhecido pela Cruz do Marco pertencia à Freguesia dos Altares. No ano de 1673 o bispo de Angra D. Frei Lourenço de Castro ordenou que os habitantes da localidade dos Altares que morassem além da Ribeira do Pamplona ficassem a pertencer à paróquia dos Biscoitos.
Pode também o pequeno comprimento desta freguesia pelo facto de outrora ter sido a sua população toda aglomerada ao sul. A antiga igreja ficava a 1500 metros a sul da atual Igreja de São Pedro no local então denominado “As Igrejinhas”.

## Demografia
A população registada nos censos foi:
| Distribuição da População por Grupos Etários | Distribuição da População por Grupos Etários | Distribuição da População por Grupos Etários | Distribuição da População por Grupos Etários | Distribuição da População por Grupos Etários |
| -------------------------------------------- | -------------------------------------------- | -------------------------------------------- | -------------------------------------------- | -------------------------------------------- |
| Ano                                          | 0-14 Anos                                    | 15-24 Anos                                   | 25-64 Anos                                   | > 65 Anos                                    |
| 2001                                         | 239                                          | 230                                          | 707                                          | 249                                          |
| 2011                                         | 194                                          | 167                                          | 819                                          | 244                                          |
| 2021                                         | 211                                          | 110                                          | 828                                          | 300                                          |

## Vulcões e sismos

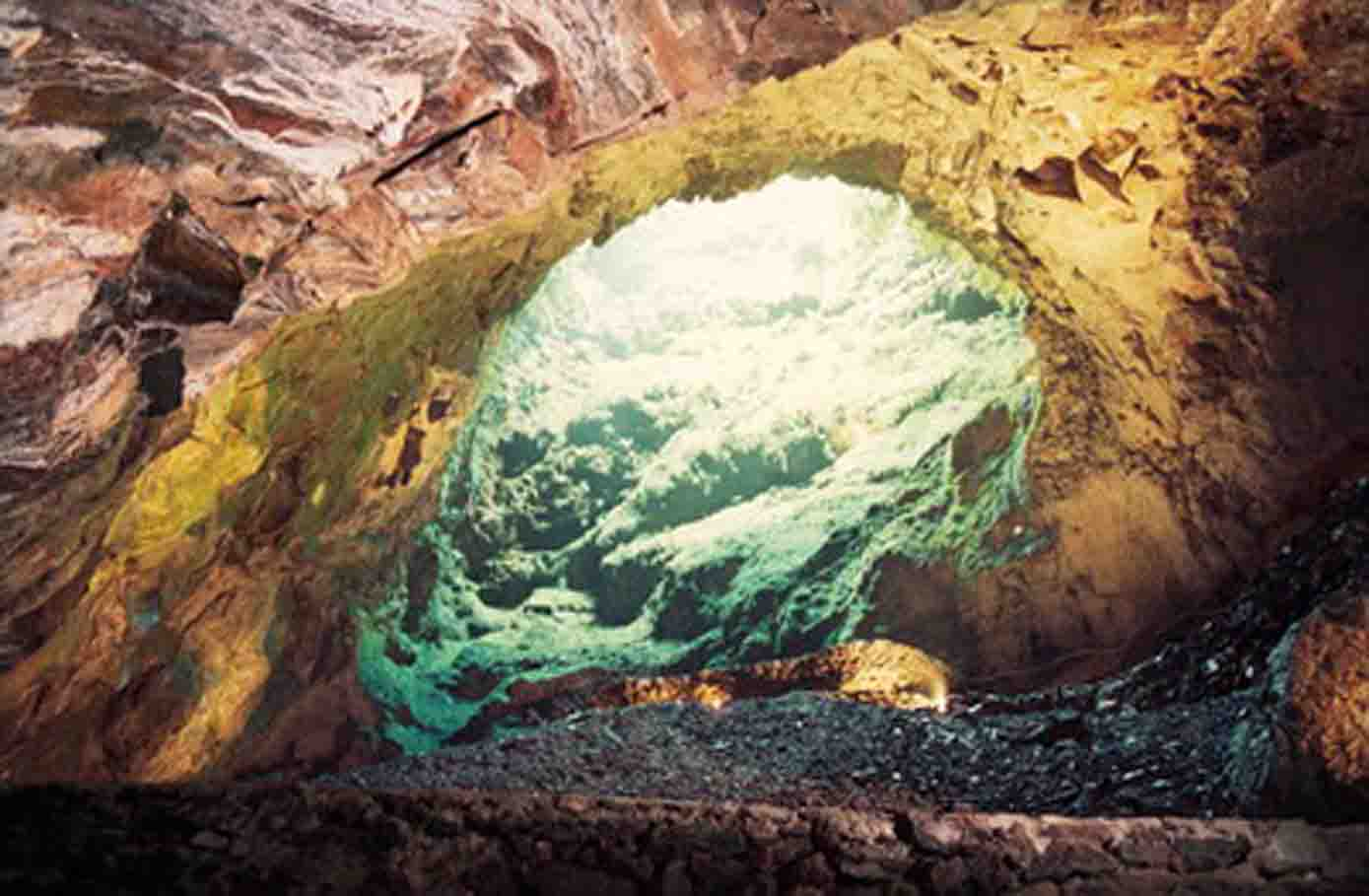
Algar do Carvão: boca

A 22 de novembro de 1761, iniciaram-se uma série de grandes tremores de terra que continuaram, com alguma frequência, até 14 de abril do ano seguinte (1762). A 17 do mesmo mês e ano, na parte da manhã teve início uma erupção vulcânica com a lava a surgir de debaixo do chão e ser atirada até ao sítio conhecido como Mistério Velho. Com este fenómeno natural, a freguesia dos Biscoitos viu-se sob o risco de ser inteiramente destruída.
No dia 21 de Abril, no lugar do Mistério Velho aconteceu uma nova erupção distanciando-se esta cerca de uma légua da anterior. Esta segunda erupção durou oito dias. Começou com uma explosão de grande força que se fez ouvir em muitos quilómetros em redor e levantou no ar muita pedra de grande dimensão.
Com o início destes acontecimentos começou o êxodo das populações que fugiam o mais depressa que podiam deixando a freguesia deserta. Todos abandonaram as suas casas, levando o que puderam. Os párocos mudaram o Santíssimo Sacramento para a Igreja de Santa Beatriz das Quatro Ribeiras. Ninguém morreu porque todos tiveram tempo para se porem a salvo.
Nos primeiros tempos a água das nascentes e chafarizes daqueles sítios, tinha um ardor como o da malagueta.
Séculos depois, no dia 1 de Janeiro de 1980 deu-se novamente outro acontecimento, desta vez um terramoto grau sete na escala de Richter. Morreram quatro pessoas e foram muitos os desalojados, que tiveram de se abrigar em carros, tendas e casas de familiares.

## Canada da Salga
O nome desta via de comunicação, segundo reza a tradição popular deve o seu nome a um acontecimento que ocorreu durante o tempo da dominação filipina. Quando as forças castelhanas invadiram a freguesia dos Biscoitos e foi travado um combate tão violento que o sangue dos soldados correu de forma a tornar-se necessário espalhar sal, para se evitar uma epidemia de peste que segundo se acreditava na altura poderia provir simplesmente do sangue espalhado.

## Tradições e cultura popular

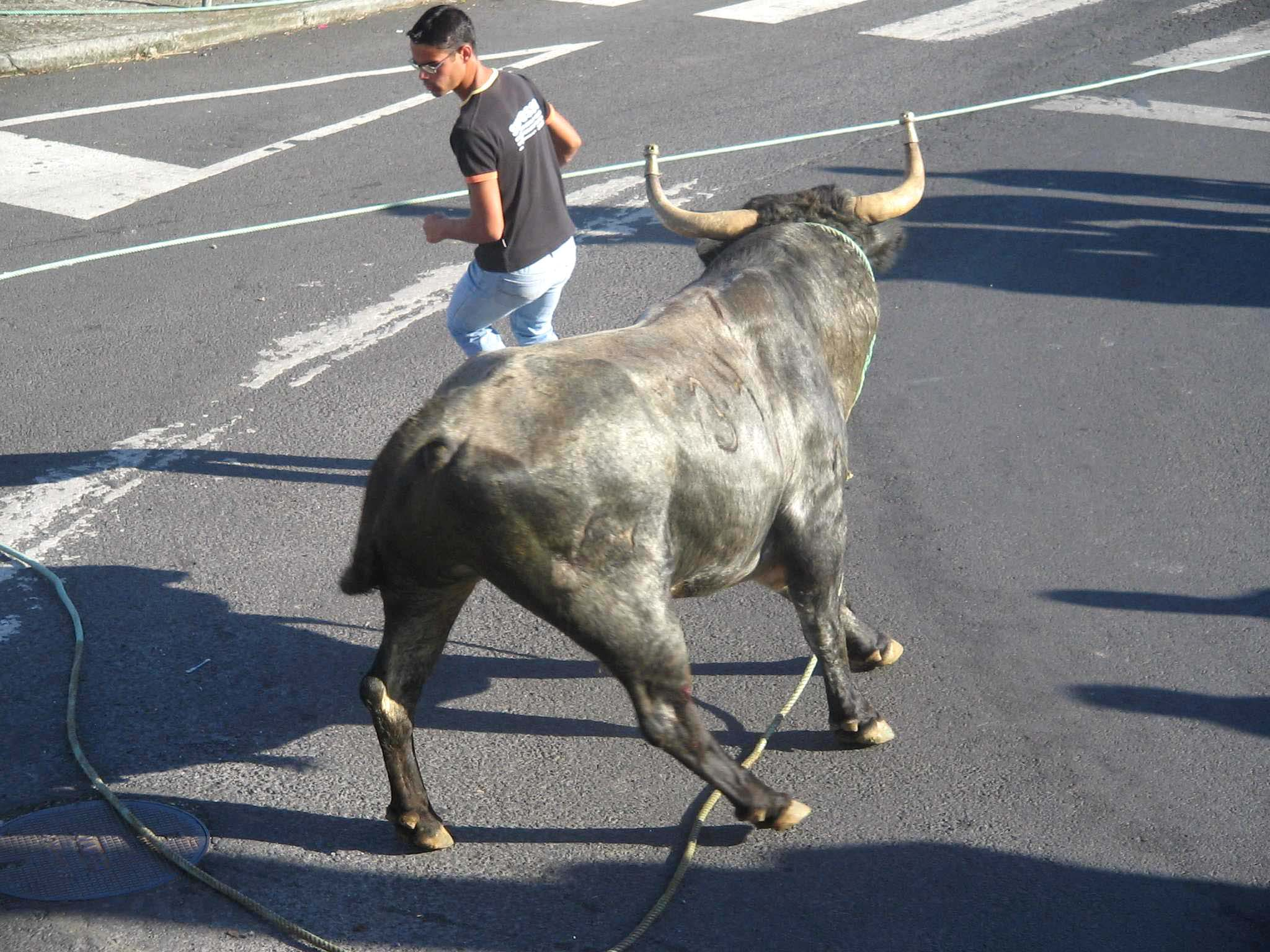
Tourada à corda na ilha Terceira.

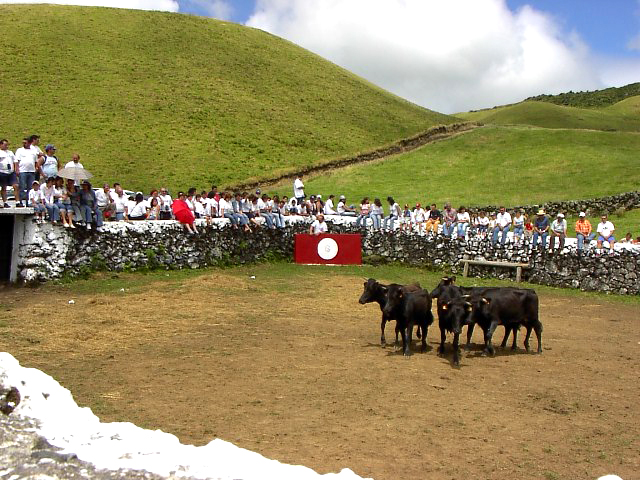
Touradas na ilha Terceira: Tentadero.

As tradições populares concretizam-se através de vários eventos distribuídos ao longo do ano e que demonstram uma declaração de fé e outras do profano. São bastante variadas, sendo no entanto de destacar: as festas do bairro de São Pedro que se realizam na primeira semana de Julho e são composta por iluminação noturna, missa solene e uma procissão em honra de São Pedro; uma tourada à corda na Rua Longa; um bodo de leite em honra de São João com missa, procissão e bênção da massa cevada; bazar e música.
Festa do Imaculado Coração de Maria que se realiza no fim de Setembro à semelhança da Festa do Bairro de São Pedro são compostas por uma abertura das festas com rainha, desfiles de filarmónicas, procissão antecedida de missa solene; tourada no Largo Francisco Maria Brum; bodo de leite, normalmente com bailinhos e desfile de carros alegóricos, atuações de grupos musicais, iluminação e bazar.
As Festa do Porto que se realiza junto ao Porto dos Biscoitos no domingo a seguir à Festa do Imaculado Coração de Maria e é organizada pelos pescadores do porto. Começa com uma missa dedicada a Santo António na Ermida de Santo António, seguindo-se a procissão e bênção das embarcações. Por volta das 14 horas há vacada na praça, pertencente à Sociedade Progresso Biscoitense, e finalmente a tourada à corda.
As Festas dos Bodos em que se realizam os Bodos do Espírito Santo, a tarde do bodo era passada no Largo a ouvir a filarmónica tocar no coreto. Faziam-se arrematações das ofertas feitas ao Divino bebia-se o conhecido vinho verdelho.
O Bodo de São Pedro realiza-se em Junho, junto com a Festa da Sociedade Filarmónica Progresso Biscoitense. À tarde a Imagem de São Pedro é trazida em procissão da sociedade para a Igreja de São Pedro, onde se realiza a missa, após a qual são bentos a massa sovada e o vinho que serão distribuídos.
O Bodo de São João realiza-se no Bairro de São Pedro, integrado nas festas. É um bodo com massa cevada.
Uma das mais curiosas lendas e histórias populares referenciadas nesta localidade será eventualmente a Lenda da Lagoa do Ginjal.

## Festa do Espírito Santo

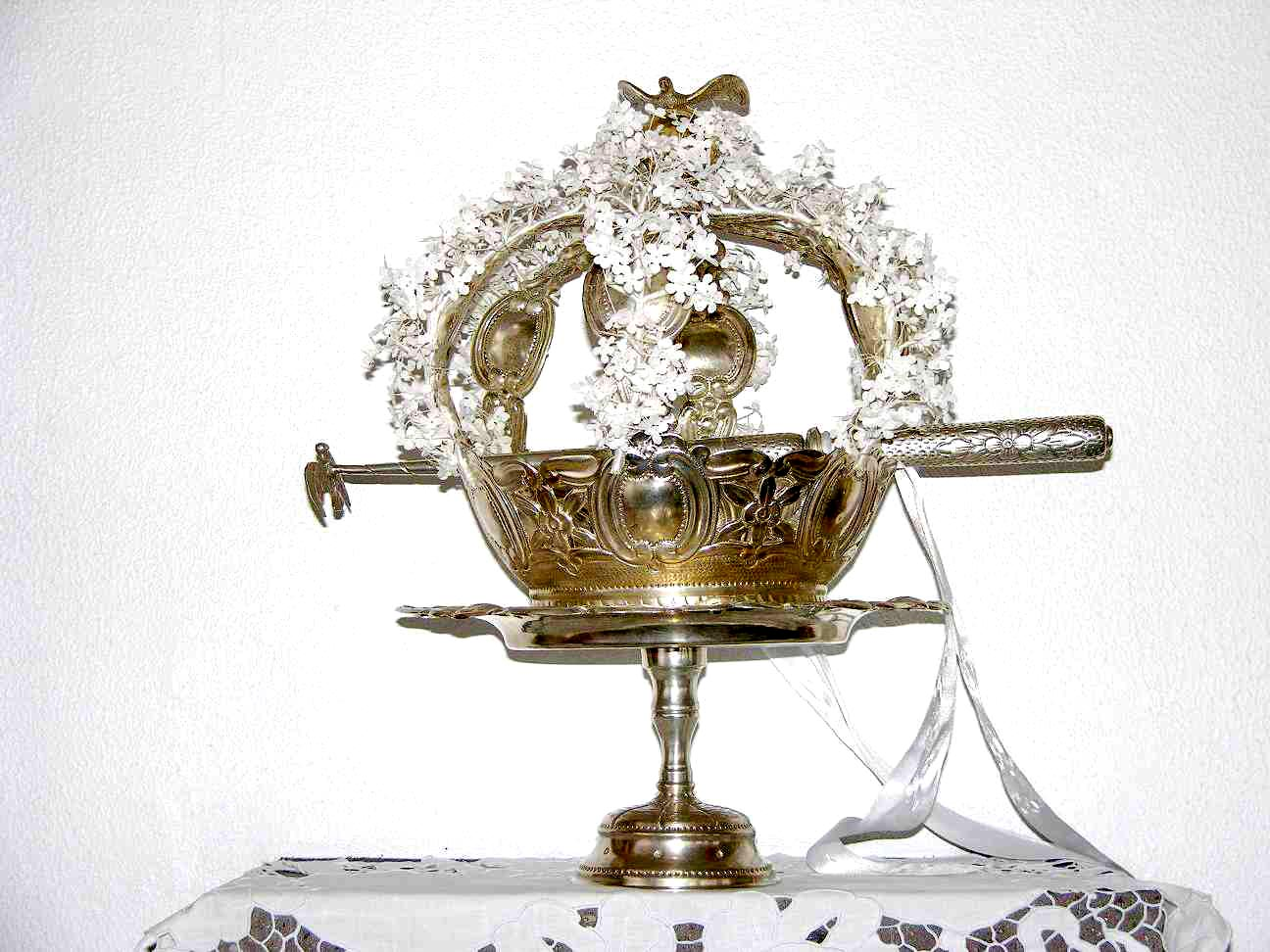
Festa do Espírito Santo: Coroa da Freguesia da Vila Nova.

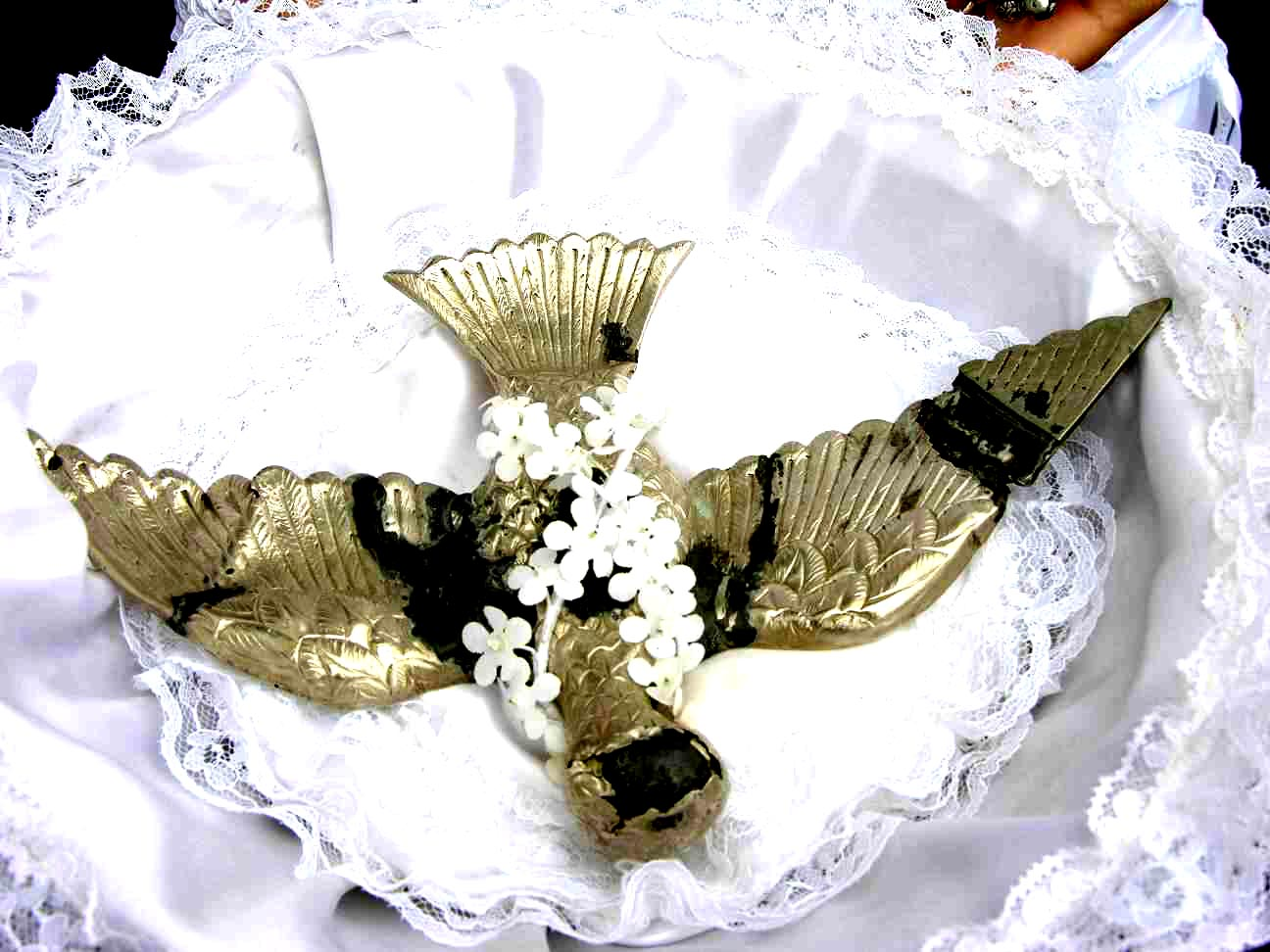
Festa do Espírito Santo: Pomba do Divino da Freguesia da Vila Nova

As festas do Divino Espírito Santo como muitas outras tradições dos Açores estão enraizadas na mente dos Povos açorianos de forma indelével e apesar de terem vindo de diferentes partes do mundo com os povoadores, nas ilhas adquiriram características próprias.
Neste caso as festividades do Divino Espírito Santo estão ligadas à erupção Vulcânica ocorrida no vulcão que hoje é o Algar do Carvão de cujas lavas ao descerem das montanhas passaram a caminho do mar por esta freguesia reduzindo a cinzas quase todos os terrenos, ficando apenas intactos os que pertenciam a D. Violante do Canto.
Acontecimento que parece estar ligado ao facto de esta senhora ser devota do Espírito Santo, e O ter invocado e prometido que se os foros a que tinha direito fossem poupados, seriam depois destinados a honrá-lo. Deu-se então o estranho caso do fogo descrever várias curvas contornando os seus terrenos sem lhes causar dano algum.
Conta ainda a história que o fogo só se apagava quando em procissão o povo se aproximava com as insígnias do Divino Espírito Santo.

## A matança do porco

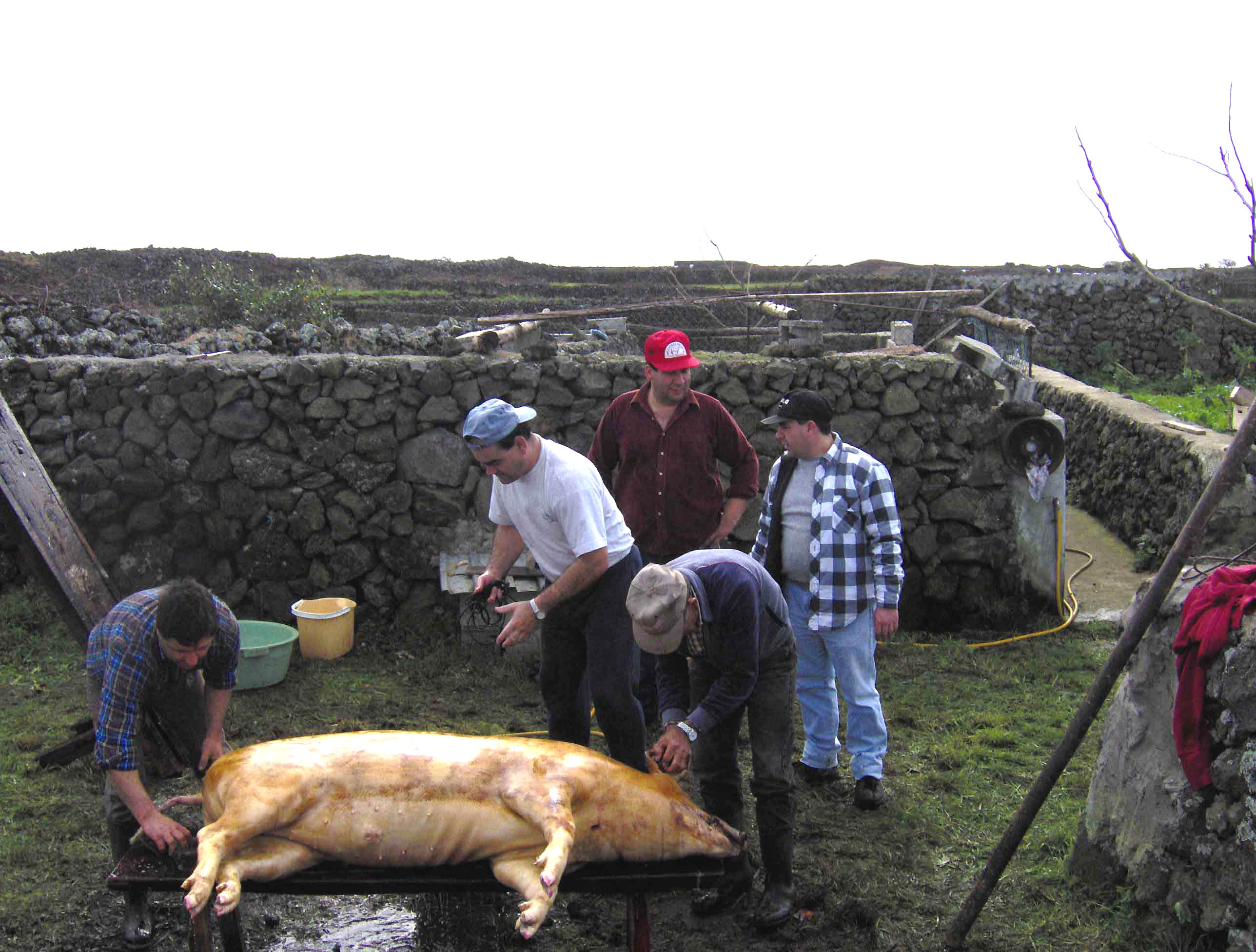
Matança do porco, ilha Terceira.

A matança do porco foi um acontecimento social de antigamente que com poucas diferenças era praticado em todas as ilhas dos Açores, e que antes de mais nada significava em épocas recuadas o armazenar da comida para os rigores do Inverno. A matança processava-se do seguinte modo:  Geralmente num Domingo picavam-se a cebola, o alho e preparavam-se todas as especiarias e todos os utensílios necessários para a realização do ato.
Na manhã do dia seguinte, logo pela madrugada chegavam os vizinhos, familiares, amigos e convidados, bem como o marchante que era responsável pela morte do porco. Depois do pequeno almoço composto pelo café da matança com queijo, pão caseiro e inhames, ia-se buscar o porco que depois de morto era escaldado com água a ferver e era chamuscado com mato seco de chama rápida com o objetivo de lhe tirar o pelo, sendo depois lavado com areia.
Quando estava limpo abria-se e retiravam-se as tripas para um alguidar de barro, para serem lavadas com laranja-azeda (Citrus aurantium L.)  e folha seca de milho, sendo esta parte do serviço quase sempre da responsabilidade das mulheres.
Depois do almoço os homens ficavam a jogar às cartas e as mulheres preparavam as morcelas (Com as tripas entretanto limpas) para o jantar, enquanto as raparigas novas iam convidar os vizinhos para ver o porco e serviam figos e aguardente.
À hora da ceia vinham os ranchos provar a morcela e fazia-se uma festa com bebidas, música e danças. Era no fundo um hino de abundância e à colheita que se propagou desde a Idade Média até ao presente.
No dia seguinte, Terça Feira desmanchava-se o porco e preparavam-se as salgadeiras, quase sempre de barro onde era guardada a carne em sal de forma à conservar. Derretia-se a banha, a entrebanha e os torresmos de toucinho. Punha-se ainda em vinho e alhos a carne destinada às linguiças.
Já na quarta-feira, último dia da matança, derretiam-se os restantes torresmos, e enchiam-se as linguiças.
Atualmente a matança é realizada por poucas pessoas, normalmente ao fim de semana. Há na mesma o pequeno almoço e o almoço tradicional, mas mata-se e desmancha-se o porco no mesmo dia. É tudo mais rápido e mais económico. De forma que a tradição nos seus moldes antigos já só é revivida por alturas de festas tradicionais geralmente patrocinadas por entidades publicas.

## A desfolhada do milho

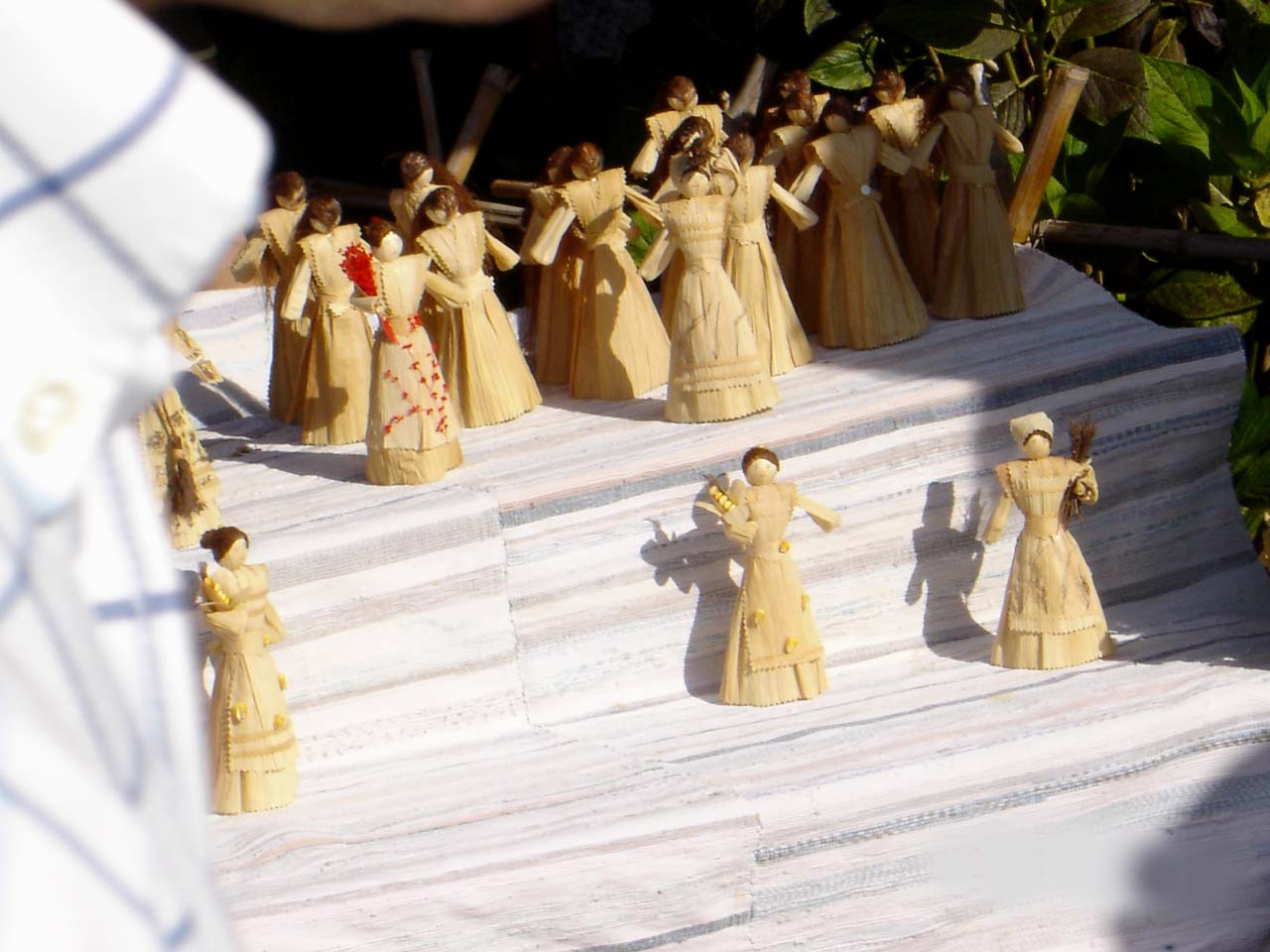
Bonecas de folha de milho, ilha Terceira.

Por alturas da desfolhada do milho, isto é, após a colheita da maçaroca, os vizinhos tinham por habito darem ajuda uns aos outros como forma de troca de trabalho. Esta desfolha (tirar a folha) era um trabalho já feito no Outono, numa altura de vida pacata em que as noites eram longas e não havia televisão ou outros meios de entretenimento. Assim as pessoas, amigos e vizinhos e familiares  juntavam-se e o trabalho entrava pela noite dentro por entre cantigas e bailes.
Era costume fazerem-se jogos como o Jogo das Socas que constava no simples facto: se o milho era vermelho, quem o desfolhava teria que dar um abraço em quem estivesse a seu lado, se era roxo significava um beliscão, enquanto que amarelo era um beijo.
Era também comum as primeiras maçarocas desfolhadas serem cozidas e servidas às pessoas presentes que eram comidas secas ou barradas com manteiga.

## Ferradura atrás da porta
O costume do uso de uma ferradura atrás da porta está ligado às crendices populares. Usava-se para dar sorte e fazer face a invejas e maus olhados. Atualmente o uso é por tradição ou como objeto decorativo.
Para um semelhante servia também uma tesoura aberta que era usada para afugentar os espíritos.

## A Justiça da Noite
A Justiça da Noite era utilizada pelos povos que em tempos antigos não tinham forma de aceder aos tribunais ou a outras instâncias capazes de resolver os problemas que iam surgindo na sociedade.
Assim pela calada da noite os habitantes que de alguma forma estivesse envolvido no acontecimento mascaravam-se e atuavam em todo o tipo de situações que não fossem julgadas corretas. Eram os casos de adultério, maus tratos, roubo, calúnia e outros que pela sua natureza ou dificuldades escapavam à acção dos tribunais.

## Sociedade Filarmónica Progresso Biscoitense
A Sociedade Filarmónica Progresso Biscoitense foi fundada no dia 17 de Fevereiro de 1932, tendo sido seu fundador o Padre Aníbal do Rego Duarte. Sendo na altura constituída por cerca de trinta elementos, sendo que atualmente ronda os quarenta elementos. É mantida pelas quota dos sócios, rendimentos dos bares (sede e praça), apoios públicos e dádivas de particulares.
O objetivo desta sociedade é estimular o gosto pela cultura, em especial pela música, atraindo e ocupando as pessoas, nomeadamente os jovens. Ao longo da sua existência tem procurado  reformular o repertório, tendo tido uma orquestra com sopros, corda e coro. O seu primeiro coro estreou no dia 25 de Junho de 1935 com vinte e quatro elementos que se vestiam com uma farda de cor preta e branco, sendo o repertório atualmente é composto por variadas peças de música.
Ao longo dos anos da sua existência já trajaram seis fardas diferentes, sendo a atual composta por: fato cinzento, camisa branca e gravata azul.
O seu primeiro instrumental foi comprado em segunda mão a uma banda militar em 1989, tendo mais tarde a Secretaria da Educação e Cultura fornecido instrumentos novos.
Tem patrocinado a criação de outras filarmónicas como foi o caso da Filarmónica de Santa Beatriz da freguesia das Quatro Ribeiras.Participam também periodicamente nas festas religiosas e profanas da sua localidade, bem como noutras freguesias da ilha.
Esta instituição possui uma praça de toiros, a Praça de Santo António, adquirida pela própria, e localizada junto ao Porto dos Biscoitos.

## Sociedade Recreativa do Bairro de São Pedro dos Biscoitos
Esta sociedade foi fundada em 1958, por um grupo de músicos que se separou da Sociedade Filarmónica Progresso Biscoitense até então, única filarmónica existente na localidade. A quando da sua fundação já possuíam sede, facto que contribuiu para rapidamente ter tido uma boa adesão das pessoas facto que facilitou a sua fundação e desenvolvimento.
Começaram a sua atividade com instrumental emprestado e com a primeira atuação em Setembro de 1958. Apresentaram-se com uma farda constituída por: calça branca, camisa branca e casaco preto. Desde então já conheceram quatro fardas, atualmente vestem calça preta, camisa branca e casaco cor-de-vinho.
Inicialmente constituída por vinte e cinco músicos, incluindo os aprendizes, conta atualmente com vinte e seis elementos. Apoia-se no rendimento do bar e nas quotas anuais dos sócios. Atuam em festas religiosas e profanas sempre que solicitados por toda a ilha Terceira.

## Grupo Folclórico dos Biscoitos
O Grupo Folclórico dos Biscoitos foi fundado no dia 17 de Setembro de 1992 e embora tenha sido constituído por iniciativa da junta de freguesia local tem uma direcção própria. É composto por vinte e cinco elementos, sendo sete tocadores instrumentais.
Tem por finalidade fazer atuações e divulgação dos usos e costumes desta localidade  do Norte da ilha Terceira. Possuem vários tipos de traje, o comum composto por saia de lã, avental, galochas e lenço e os festivos de chita e de capote e capelo.

## Chafarizes dos Biscoitos
Ao longo dos séculos da sua existência e à medida que a freguesia se foi expandido foi necessário proceder à construção de vários chafarizes destinados ao abastecimento com agua potável os habitantes e os animais. Assim nos finais do século XIX, esta freguesia tinha doze chafarizes públicos que se localizavam: Caparica, Outeiro, Bairro de São Pedro, Largo da Igreja, Biscoito Bravo, Rua Longa, Canada do Caldeiro, Cancela, Rua dos Boiões e Caminho do Concelho junto à Canada do Caldeiro. A água vinha da Fonte do Rego de Água, Fonte do Gaiteiro e Fonte do Vimieiro.
Após o terramoto de 1980 assistiu-se ao desaparecimento de muitos destes chafarizes ao ponto de atualmente só existir o Chafariz da Rua Longa, o Chafariz da Cancela, o Chafariz da Canada do Caldeiro, o Chafariz do Caminho do Concelho.
Não eram doze chafarizes mas sim catorze…um localizava-se no Caminho do Concelho junto onde é a entrada atual para o campo de futebol e era conhecido pelo chafariz do 'Tio Paquete'. O outro chafariz localiza-se também no Caminho do Concelho próximo da Canada do Porto sendo ainda visível a sua existência

## Património construído
- Chafariz do Biscoito Bravo
- Chafariz do Largo Francisco Maria Brum
- Ermida de Nossa Senhora do Loreto
- Ermida de Santa Catarina
- Ermida de São Sebastião
- Ermida do Espírito Santo
- Ermida de Santo António
- Ermida de Vera Cruz
- Ermida de Nossa Senhora da Nazaré
- Forte da Rua Longa
- Forte de São Pedro
- Igreja do Imaculado Coração de Maria - dedicada ao Sagrado Coração de Maria. Construída na década de sessenta, é um templo de traça contemporânea.
- Igreja de São Pedro - antiga igreja paroquial que remonta ao Século XVII, nela destaca-se uma imagem de Cristo do que recua ao Século XVI que se encontra em lugar privilegiado do altar-mor. A Capela e os Vitrais desta igreja são da autoria de Dimas Lopes, que é médico cardiologista e artista plástico natural da freguesia dos Biscoitos. São Pedro é o padroeiro desta freguesia.
- Império do Espírito Santo dos Biscoitos
- Império do Bairro de São Pedro
- Oratório de Nossa Senhora de Fátima da Rua Longa
- Oratório de Nossa Senhora de Fátima do Largo da Caparica
- Museu do Vinho dos Biscoitos - Inaugurado em 1990, pelos herdeiros de Francisco Maria Brum, nele se pode ver todo o processo de produção de vinho.
- Miradouro da Virgem Peregrina
- Miradouro da Rua Longa
- Miradouro de Santa Cruz
- Trincheiras militares do Caminho do Mar
- Às Igrejinhas
- Casa da Araucária, Canada do Porto, n.º 32 - Classifica como bem imóvel de interesse público.[11]

## Património natural
- Piscinas naturais formadas numa calheta entre formações rochosas da beira-mar.
- Calheta do Lagador
- Lagoa do Negro
- Gruta do Natal
- Sorva

## Educação

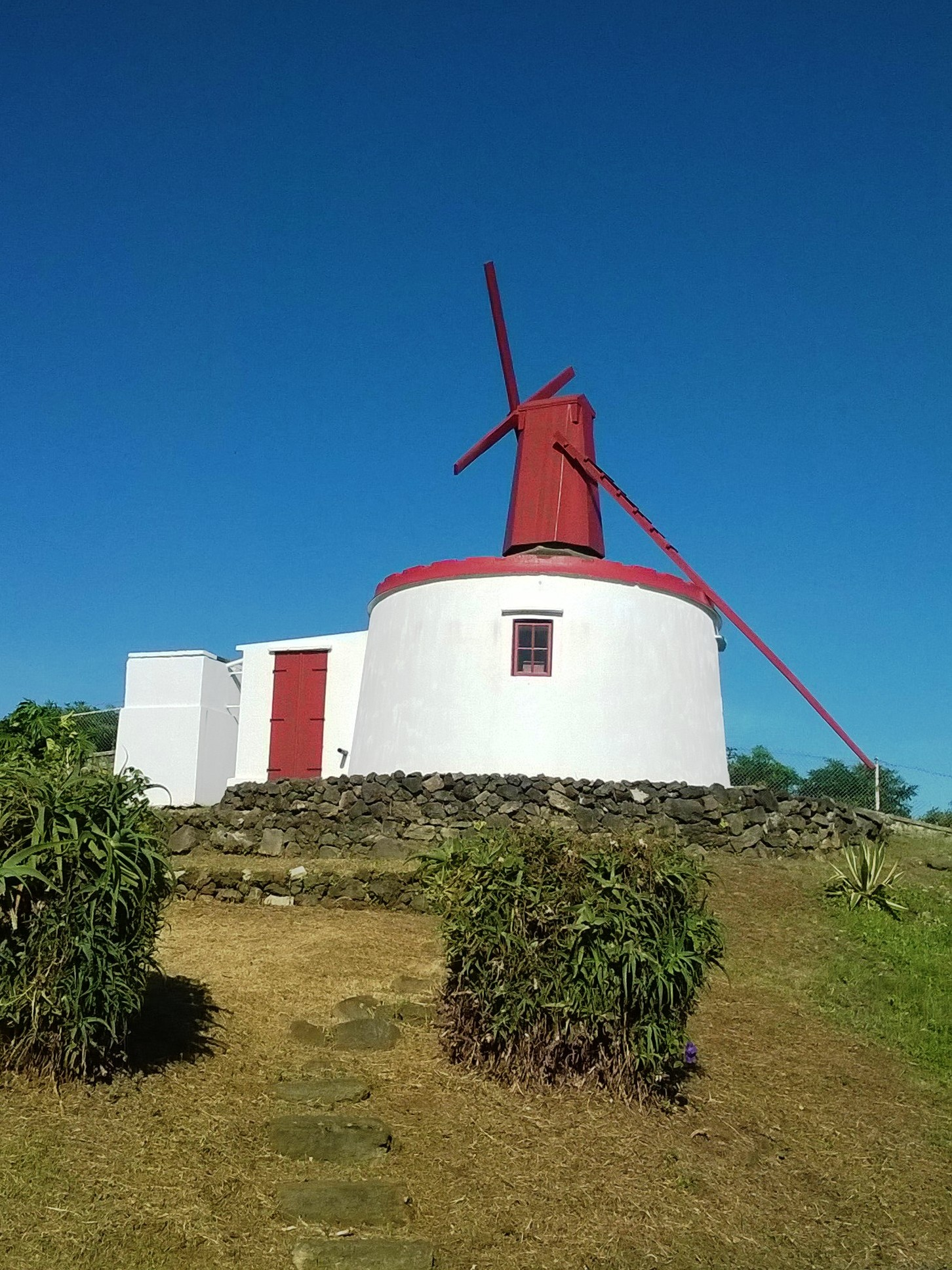
Moinho da Ponta Negra, "ex libris" da EBIB.

Ao longo de sua história, a freguesia dos Biscoitos foi servida por diversos serviços educativos, hoje de responsabilidade da Escola Básica Integrada dos Biscoitos (EBIB).

## Galeria

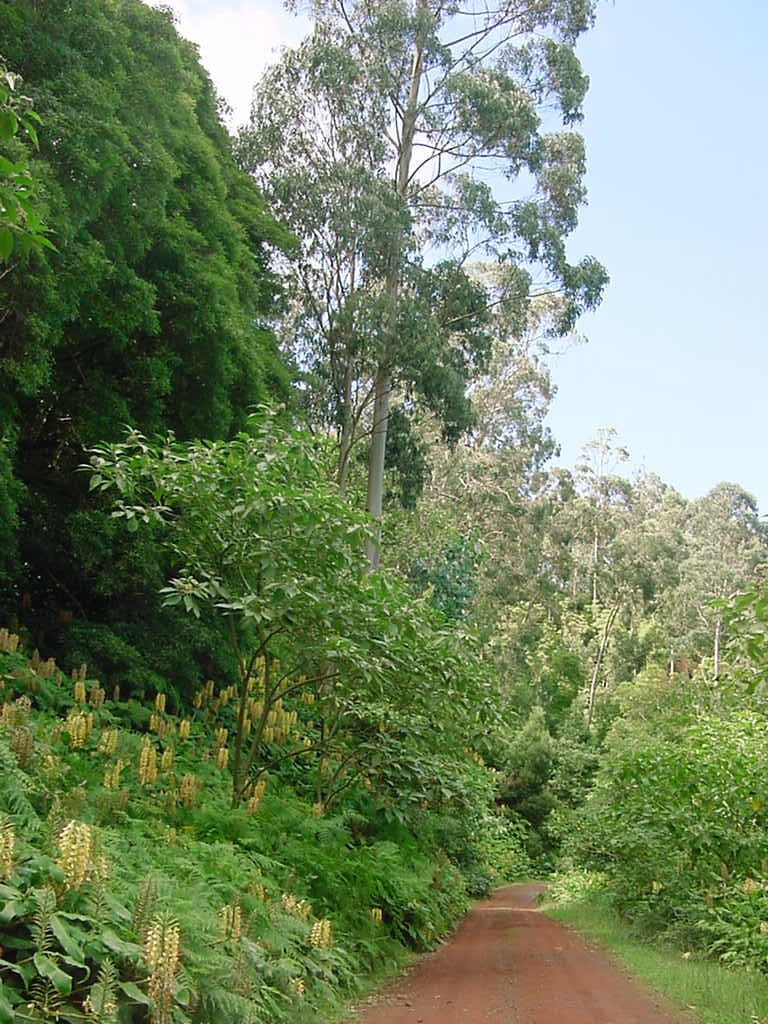
Caminhos de terra, Biscoitos
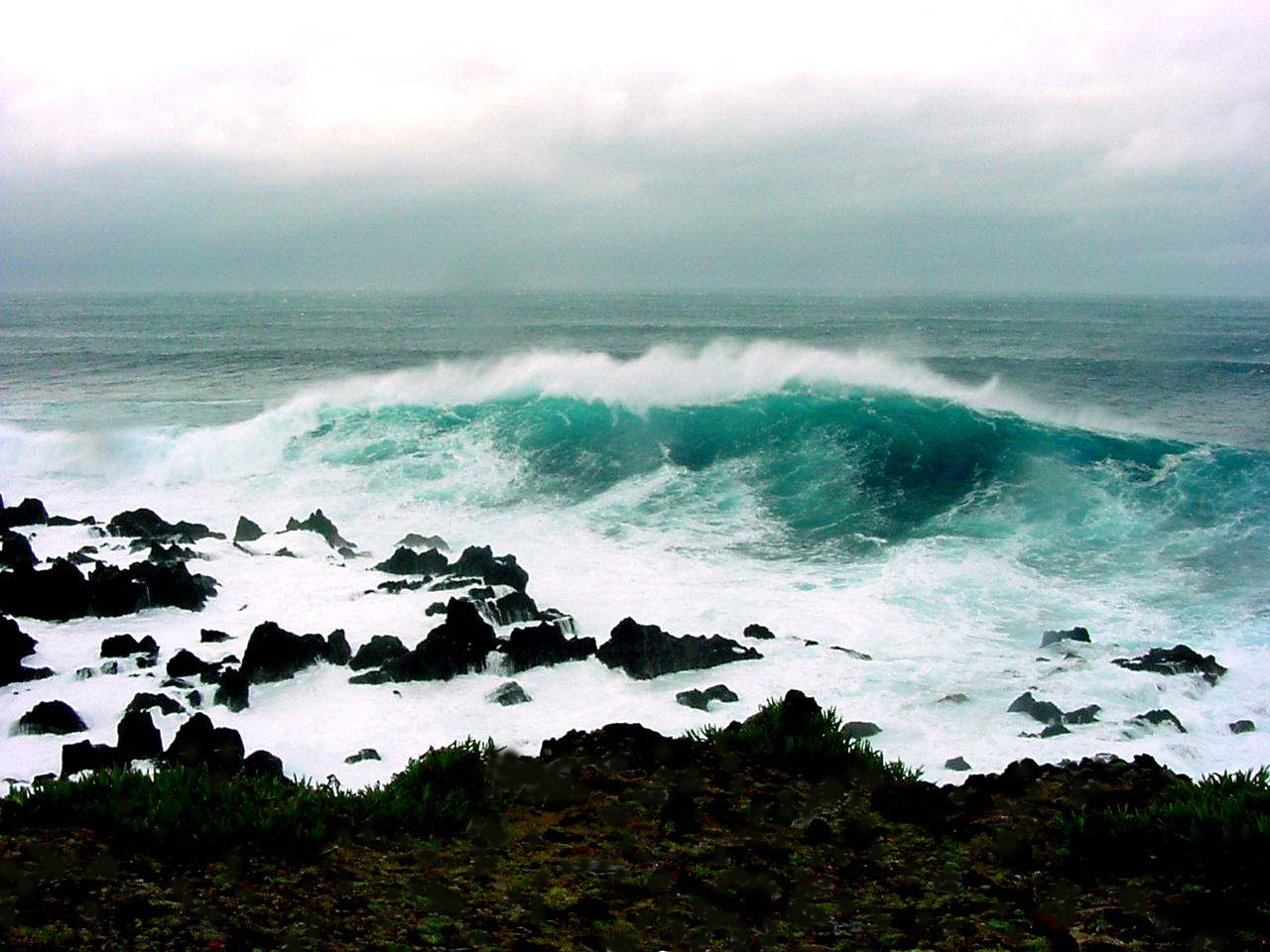
Piscinas naturais dos Biscoitos em dia de tempestade
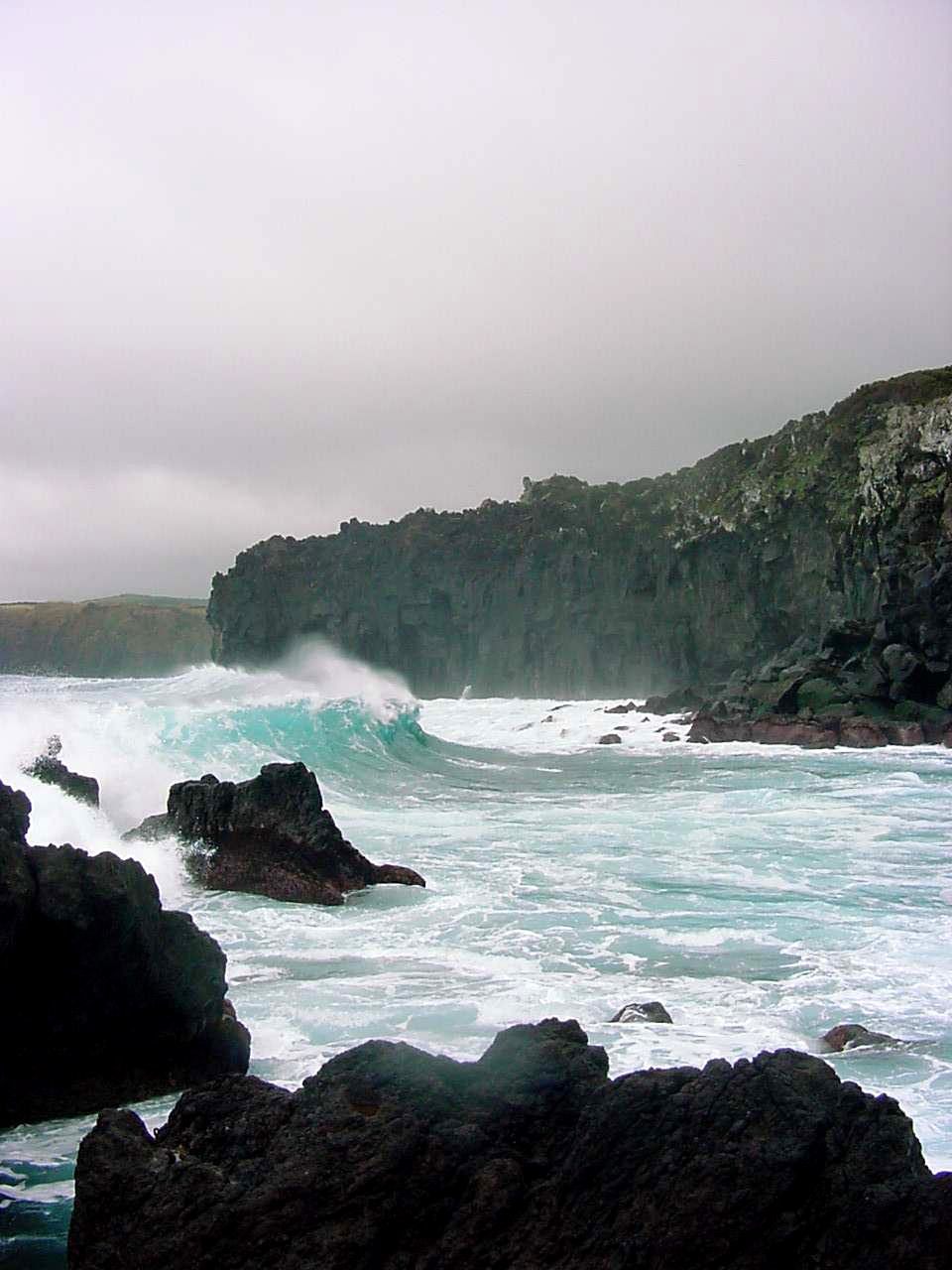
Zona das Piscinas naturais dos Biscoitos em dia de tempestade.
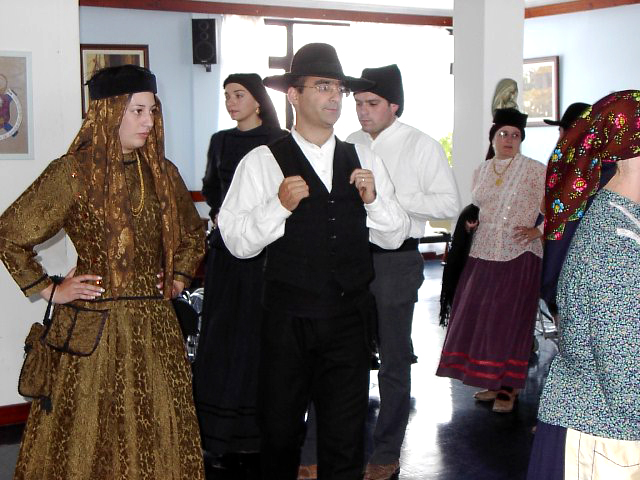
Grupo folclórico da Santa casa da Misericórdia de Angra Heroísmo, trajo fino
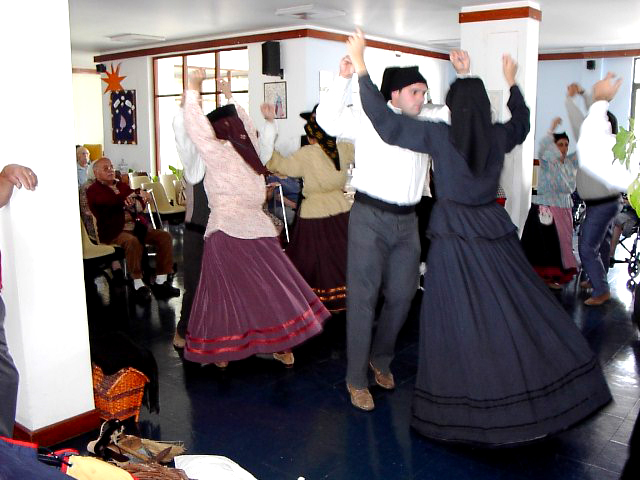
Grupo folclórico da Santa casa da Misericórdia de Angra Heroísmo

{